# Saint-Christophe-des-Bardes
 Saint-Christophe-des-Bardes  es una población y comuna francesa, situada en la región de Aquitania, departamento de Gironda, en el distrito de Libourne y cantón de Lussac.

## Demografía
| 712 | 715 | 646 | 594 | 547 | 515 |
| Para los censos de 1962 a 1999 la población legal corresponde a la población sin duplicidades (Fuente: INSEE [Consultar]) |     |     |     |     |     |